# Feijão com Arroz
Feijão com Arroz é o quarto álbum de estúdio da artista musical brasileira Daniela Mercury, lançado em 13 de setembro de 1996 pelas gravadoras Sony Music e Epic Records.

## Informação
Daniela disse sobre o álbum:

"É um disco muito complexo. Dá para perceber isso quando canto as músicas dele ao vivo. São muitos intrumentos de percussão diferentes e para transpor isso para o palco dá um certo trabalho. Quando gravamos, chegamos a ficar três dias mixando uma única canção. Eu acho que o disco vem confirmar uma pesquisa séria que venho fazendo sobre tudo o que aprendi nesses anos todos com o Carnaval, com o trio elétrico, com os ritmos regionais nordestinos. Eu tenho colocado tudo dentro de uma referência de muita qualidade".

## Arte da capa
Na capa de Feijão com Arroz, fotografada por Mário Cravo Neto, Mercury abraça um modelo negro. A cantora disse que a foto sintetiza seu trabalho, dizendo que era "uma cantora branca no universo dos blocos afro". Uma enquete realizada pelo website do Jornal da Globo em escolheu a capa do álbum como a melhor da história da música brasileira, superando as de Tropicália, Secos e Molhados e Cabeça Dinossauro.

## Desempenho comercial
Feijão com Arroz tornou-se um grande sucesso comercial, até dezembro de 1997, O álbum já havia vendido mais de 800 mil unidades só no Brasil, Recebendo um disco duplo de platina pela Associação Brasileira de Produtores de Discos. Feijão com Arroz, é o segundo álbum mais vendido da carreira de Mercury depois de O Canto da Cidade. O disco fechou o ano de 1997 como o quarto mais vendido no Brasil, em cópias físicas.
Além de seu sucesso no Brasil, Feijão com Arroz se tornou o disco mais vendidos de todos os tempos em Portugal, abrindo as portas do mercado musical do país para a cantora; o disco vendeu perto de 250 mil cópias no mercado português, acumulando mais de seis discos de platina (então um disco de platina equivalia à venda de pelo menos 40 mil cópias) pela Associação Fonográfica Portuguesa. Feijão com Arroz tornou Daniela Mercury uma das artistas brasileiras mais populares de sempre em Portugal. Na época, uma em cada quatro famílias portuguesas tinham o disco. Feijão com Arroz foi o segundo álbum mais vendido de toda a carreira de Mercury, atrás apenas de de O Canto da Cidade.

## Singles
O álbum produziu muitas canções de sucesso nas rádios brasileiras, atrás apenas de O Canto da Cidade. A primeira delas foi "À Primeira Vista", canção de Chico César incluída na trilha sonora da telenovela O Rei do Gado (mas numa versão diferente e exclusiva da incluída no disco da cantora) que se tornou o maior sucesso da carreira da cantora desde "O Canto da Cidade". Os outros sucessos do álbum foram: "Nobre Vagabundo", "Rapunzel", "Minas com Bahia" e "Feijão de Corda".

## Faixas
| N.º | Título                                                     | Compositor(es)                 | Duração |  |
| 1.  | "Nobre Vagabundo"                                          | Márcio Mello                   | 3:54    |  |
| 2.  | "Rapunzel"                                                 | Alaim Tavares, Carlinhos Brown | 3:39    |  |
| 3.  | "Minas com Bahia" (com Samuel Rosa)                        | Chico Amaral                   | 3:17    |  |
| 4.  | "Feijão de Corda" (com Banda Bragadá)                      | Ramon Cruz                     | 3:24    |  |
| 5.  | "Você Abusou"                                              | Antônio Carlos e Jocáfi        | 4:20    |  |
| 6.  | "Dona Canô"                                                | Neguinho do Samba              | 3:26    |  |
| 7.  | "Bate Couro"                                               | Tavares, Gilson Babilonia      | 3:30    |  |
| 8.  | "À Primeira Vista"                                         | Chico César                    | 4:45    |  |
| 9.  | "Rede"                                                     | Tavares, Babilonia             | 4:29    |  |
| 10. | "Musa Calabar"                                             | Guiguio                        | 3:31    |  |
| 11. | "Vai Chover"                                               | Gustavo de Dalva, Boghan Costa | 3:39    |  |
| 12. | "Vestido de Chita"                                         | Ivan Huol, Mercury             | 4:26    |  |
| 13. | "Do Carinho"                                               | Dalva, Costa                   | 3:51    |  |
| 14. | "Bandeira Flor"                                            | Mello                          | 4:22    |  |
| 15. | "Vide Gal"                                                 | Brown                          | 3:15    |  |
| 16. | "Usted Abusó (Você Abusou)" (Faixa bônus internacional)    | Antônio Carlos e Jocáfi        | 4:20    |  |
| 17. | "Ue Wo Muite Aruko (Sukiyaki)" (Faixa bônus internacional) | Hachidai Nakamura, Rokusuke Ei |         |  |

## Prêmios
| Ano  | Prêmio                                | Categoria                                           |
| ---- | ------------------------------------- | --------------------------------------------------- |
| 1997 | Prêmio Multishow de Música Brasileira | Melhor cantora                                      |
| 1997 | Video Music Brasil                    | Melhor fotografia de videoclipe – "Nobre Vagabundo" |

## Desempenho nas tabelas musicais
| Tabela Musical (1998) | Melhor posição |
| --------------------- | -------------- |
| França (SNEP)         | 22             |

## Vendas e certificações
| Região                     | Certificação | Vendas  |
| -------------------------- | ------------ | ------- |
| Brasil (Pro-Música Brasil) | 2× Platina   | 800,000 |
| Portugal (AFP)             | 6× Platina   | 250,000 |